# Truležari
Truležari (lat. Scarabaeidae), porodica kukaca kornjaša, dio je natporodice Scarabaeoidea. Latinsko ime porodice dolazi po rodu Scarabaeus. Postoji podjela na nekoliko potporodica.
Ticala ovih kukaca završavaju s 3 do 7 listića koje mogu lepezasto raširite. Njihove ličinke,. poznate kao gečice, žive u truleži i izmetu, pa otuda i ime porodici, trulkežari. Najpoznatiji predstavnici porodice su sveti kotrljan (Scarabeus sacer), obična zlatna mara (Cetonia aurata), afrički golijat (Goliathus goliathus), obični hrušt (Melolontha melolontha), išarani drvar (Polyphylla fullo), obični nosorožac (Oryctes nasicornis),  golemi američki rogač (Dynastes hercules)

## Potporodice
- Aclopinae Blanchard, 1850
- Allidiostomatinae Arrow, 1940
- Aphodiinae Leach, 1815
- Aulonocneminae Janssens, 1946
- Cetoniinae Leach, 1815
- Chironinae Blanchard, 1845
- Cretoscarabaeinae Nikolajev, 1995 †
- Dynamopodinae Arrow, 1911
- Dynastinae MacLeay, 1819
- Eremazinae Iablokoff-Khnzorian, 1977
- Euchirinae Hope, 1840
- Lithoscarabaeinae Nikolajev, 1992 †
- Melolonthinae Samouelle, 1819
- Orphninae Erichson, 1847
- Phaenomeridinae Erichson, 1847
- Prototroginae Nikolajev, 2000 †
- Rutelinae MacLeay, 1819
- Scarabaeinae Latreille, 1802
- Termitotroginae Wasmann, 1918

## Vanjske poveznice
|  | Zajednički poslužitelj ima još gradiva o temi Scarabaeidae |
|  | Wikivrste imaju podatke o taksonu Scarabaeidae             |